# Merosargus flaviventris
Merosargus flaviventris är en tvåvingeart som först beskrevs av Lindner 1935.  Merosargus flaviventris ingår i släktet Merosargus och familjen vapenflugor. Inga underarter finns listade i Catalogue of Life.